# Tokyo Broadcasting System Holdings
Tokyo Broadcasting System Holdings, Inc. (яп. 株式会社東京放送ホールディングス кабусики-гайся То:кё: Хо:со: Хо:рудингусу), TBS Holdings, Inc. или TBSHD — акционерная компания в Токио, Япония.
Это материнская компания для телесети Tokyo Broadcasting System Television, Inc. (яп. 株式会社TBSテレビ, сокращённо TBS) и радиосети TBS Radio & Communications, Inc. (яп. 株式会社TBSラジオ&コミュニケーションズ).
TBS Television, Inc. владеет 28 новостными сетями, называемыми JNN (Japan News Network), так же, как и 34 радиосетями JRN (Japan Radio Network), находящимися во владении у TBS Radio & Communications, Inc. (TBSラジオ).
TBS (ныне TBS Holdings, Inc.) создало игровое шоу «Замок Такэси», которое позже демонстрировалось в Индонезии (RCTI, TPI), Германии (DSF), Великобритании (Challenge), Испании (Cuatro TV), Италии (Italia 1), Финляндии (JIM), Филиппинах (GMA Network DZBB-7), Индии (Pogo TV), США (Spike) и России (2x2).

## Офисы
- Главный офис TBSHD, TBS, TBS Radio, BS-TBS и C-TBS — TBS Broadcasting Center, 3-6, Akasaka Gochome, Минато, Токио, Япония
- TBS Midoriyama Studio — 2100, Мидорияма, Аоба-ку, Йокогама, Япония
- Кансайский офис TBSHD — HERBIS OSAKA (11-й этаж), 5-25, Умэда Нихомэ, Кита-ку, Осака, Япония
- TBSHD в Нагое — Sakaemachi Building, 23-31, Нисики Сантёмэ, Нака-ку, Нагоя, Япония

## TBS Group
Холдинг
- Tokyo Broadcasting System Holdings, Inc.

Сети вещания
- Tokyo Broadcasting System Television, Inc.
- TBS Radio & Communications, Inc.
- BS-TBS, Inc.
- C-TBS, Inc.
- TBS Service, Inc.
- TBS-Vision, Inc.
- ACS, Inc.
- Akasaka Video Center Co., Ltd.
- Tokyo Broadcasting System International, Inc.
- TBS TriMedia, Inc.
- Dreamax Television
- Akasaka Graphics Art, Inc.
- F&F, Inc.
- Telecom Sounds
- Procam Co., Ltd.
- Jasc
- VuCast
- Nichion, Inc.

Недвижимость
- Midoriyama Studio City
- TBS Planning и пр.

Прочие
- Yokohama BayStars (бейсбольная команда), etc.

## История
- Май 1951 — Radio Tokyo (яп. 株式会社ラジオ東京, KRT, предшественник TBS) основан в Касумигасэки, Тиёда, Токио, Япония.
- 25 декабря 1951 года — KRT начала радиовещание (1130 кГц, 50 кВт, до июля 1953) из Юракутё, Тиёда, Токио, а потом частота сменилась на 950 кГц.
- Апрель 1955 — KRT начало аналоговое телевещание (JOKR-TV, 6 канал) из Акасака-Хитоцукитё, Минато, Токио.
- 29 ноября 1960 — KRT была переименована в Tokyo Broadcasting System, Incorporated (яп. 株式会社東京放送, TBS), а главный офис и радиостудия были перемещены в Асакасу.
- 1971 — Мощность вещания TBS Radio поднялась до to 100 кВт.
- 31 марта 1975 — Asahi Broadcasting Corporation (ABC) вышла из состава JNN, и Mainichi Broadcasting System, Inc. (MBS), наоборот, вошла в состав сети. С тех пор MBS стала филиалом телестанции JNN в Осаке.
- 23 ноября 1978 — частота вещания TBS Radio изменилась на 954 кГц.
- 1989 — TBS оказалась частично виновна в убийстве семьи Сакамото группой «Аум Синрикё», из-за чего в 1996 году она вызвала недовольство.[1]
- 1994 — нынешний главный офис был завершён рядом со старым.
- 21 марта 2000 — TBS основала TBS Radio & Communications Incorporated (株式会社ティ・ビー・エス・ラジオ・アンド・コミュニケーションズ→株式会社TBSラジオ&コミュニケーションズ), TBS Entertainment Incorporated (株式会社ティ・ビー・エス・エンタテインメント) и TBS Sports Incorporated (株式会社ティ・ビー・エス・スポーツ), а на следующий день TBS Live Incorporated (株式会社ティ・ビー・エス・ライブ). К 1 октября 2001 года TBS передала радиостанцию TBS Radio & Communications и изменила позывные телестанции: JOKR-TV → JORX-TV.
- 1 октября 2004 — TBS Entertainment объединялась с TBS Sports и TBS Live, сменив название на «Tokyo Broadcasting System Television, Incorporated» (株式会社TBSテレビ).
- 13 октября 2005 — Rakuten Inc. сообщило о покупке 15,46 % акций TBS, тем самым завладев всего 19 % акций. После полутора месяцев разговоров о возможном захвате компании Rakuten к 1 декабря оставила своё предложение и начала планировать совместную работу с вещательной сетью.
- 1 апреля 2009 — TBS стала сертифицированной вещательной холдинговой компанией под названием «Tokyo Broadcasting System Holdings, Inc.» (株式会社東京放送ホールディングス, TBSHD). Телевещание и культурный бизнес оказались под началом Tokyo Broadcasting System Television, Inc. и буквы TBS стали аббревиатурой для дочерней телекомпании.

## Владельцы TBSHD
- На 31 июля 2010 года

1. Rakuten, Inc. — 19,83 %
2. The Master Trust Bank of Japan, Ltd. (трастовый аккаунт для Dentsu, Inc.) — 4,88 %
3. The Master Trust Bank of Japan, Ltd. (трастовый аккаунт) — 4,45 %
4. Nippon Life Insurance Company — 4,10 %
5. Mainichi Broadcasting System, Inc. — 3,23 %
6. Sumitomo Mitsui Banking Corporation — 3,01 %
7. Mitsui Fudosan Co., Ltd. — 3,00 %
8. Mitsui & Co., Ltd. — 2,25 %
9. Bic Camera, Inc. — 2,00 %
10. Kodansha, Ltd — 1,98 %

## Вещание

### Аналоговое
JORX-TV (ранее: JOKR-TV) — TBS Television (TBSテレビジョン (ранее: 東京放送))
- Телевизионная башня Токио — 6 канал

Острова в Токио
- Ниидзима — 56 канал

Префектура Ибараки
- Мито — 40 канал

Префектура Тотиги
- Уцуномия — 55 канал

Префектура Гумма
- Маэбаси — 56 канал
- Кирю — 55 канал

Префектура Сайтама
- Титибу — 18 канал

Префектура Тиба
- город Тиба — 55 канал
- Ураясу — 56 канал

Префектура Канагава
- Йокогама-минато — 56 канал
- Ёкосука-Курихама — 39 канал
- Хирацука — 37 канал
- Одавара — 56 канал

### Цифровое
JORX-DTV — TBS Digital Television (TBSデジタルテレビジョン)
- Remote Controller ID 6
- Токийская башня — 22 канал
- Мито — 15 канал
- Уцуномия — 15 канал
- Маэбаси — 36 канал
- Хирацука — 22 канал